# Шигеру Мијамото
Шигеру Мијамото (транслит. , рођен 16.11.1952.) је јапански дизајнер игрица и продуцент у Нинтенду.Створио је игрице као што су Donkey Kong, Mario, Star Fox, Pikmin и The Legend of Zelda.
Један је од најпознатијих дизајнера игрица на свету и често назван "оцем модерних видео игрица".Његове игрице дозвољавају играчима да на многе начине истражују и играју.Ово је било јединствено и ново у  видео игрицама тог времена.
Мијамото је почео да ради у Нинтенду 1977. године  као уметник када је још увек била фирма која се бавила играчкама и картама. Године 1980. дизајнирао је Донки Конг, који је постигао велики успех. Мијамото је постао водећи продуцент у Нинтенду и и даље ствара многе популарне игре за Нинтендо данас, као што су наставци у серијама Супер Марио и Зелда.

## Каријера

### Почеци аркадних игрица 1977-1984
Нинтендо је био мали јапански предузетник крајем 1970-их. Традиционално су продају играчке карте и остале новотарије. Међутим, почели су правити играчке и игре средином 1960-их. Путем заједничког познаника, отац Мијамота је организовао интервју с председником Нинтенда Хирошем Јамаучијем. Показавши неке своје играчке креације, Мијамото је запослен 1977. као стажиста у одељењу за планирање.
Мијамото је постао први уметник у Нинтенду. Помогао је у стварању уметности за прву оригиналну аркадну видео игру Нинтенда, Шериф. Први пут је помогао компанији да развије игру са издавањем Радар Скопа 1980. године. Игра је имала одређени успех у Јапану. Међутим, до 1981. године, Нинтендови напори да је продаду на тржишту видео игара у Северној Америци нису успели. То је оставило компанију са многим аркадним машинама које нису продате. Нинтендо је такође био пред финансијским колапсом. Како би покушао да одржи Нинтендо, председник Јамаучи је одлучио да непродајне машине Радар Скопа претвори у нову аркадну игру. Замолио је Мијамота да то уради.Мијамото је самокритично рекао да "нити један други радник није био доступан" да обави тај посао.Гунпеи Јокои, главни инжењер Нинтенда, надгледао је пројекат.
Донки Конг је био први пут када је стварање приче за видео игру дошло пре самог програмирања. Обично је прича додавана без много пажње. Мијамото је имао високе наде за свој нови пројекат. Међутим, он заиста није знао како сам програмирати; уместо тога, размишљао је о концептима игре, а затим питао техничаре да ли је то могуће. Желео је да карактери буду различитих величина, крећу се на различите начине и реагују на различите начине. Међутим, Јокои је мислио да је Мијамотов оригинални дизајн превише тежак. Јокои је предложио коришћење види-сава за катапултирање карактера преко екрана; међутим, и ово је било превише тешко за урадити. Мијамото је затим размишљао о коришћењу нагибних платформи и лестви за кретање карактера. Замислио је коришћење бурада за препреке. Када је захтевао да игра има више стађа, четворочлани програмски тим се пожалио да им суштински захтева да направе повторљиву игру, али су тим на крају програмирали игру. Када је игра послата на тестирање у Нинтендо Америка, менаџер продаје није волео како се разликовала од игара са лавиринтима и пуцачинама које су тада биле уобичајене. Када су амерички запослени почели да именују карактере, одлучили су се за "Полин" за жену. Именована је по Поли Џејмс, супруги менаџера складишта Нинтенда у Редмонду, Вашингтон, Дон Џејмсу. Играчки карактер је прво био позван "Џампмен". Променили су га у Марио. Именован је по Марио Сегалеу, власнику складишта. Ова имена ликова су била написана на америчком кабинету и коришћена у рекламама,Особље је такође добило енглески назив за игру.Наслов је био Донки Конг.

### Супер Марио браћа и Легенда Зелде 1985-1989
У обе игре, Мијамото је одлучио фокусирати се више на гејмплеју него на високим резултатима. То је било различито од већине игара у то време. Супер Марио браћа је била линеарна игра. Играч је кретао стазом трчећи, скакајући и избегавајући или поразавајући непријатеље. Мијамото је у Легенди Зелде користио нелинеарни гејмплеј. То захтева од играча да размисли о различитим загонеткама и проблемима.Свет је био велики и чинило се да никада не престаје. Имaо је пуно различитих избора и дубину коja никада раније није виђена у видео игри. Са Легендом Зелде, Мијамото је желео направити игрив свет са коjим играчи могу сродити. Рекао je да je то као "мали врт коjи могу ставити у своју фиоку." Био је инфлуенциран своjим временом као дечак у околини Кјота. Као дечак истраживао је оближња поља, шуме и пећине; сваки Зeлданаслов има тај осећај истраживања. "Када сам био дете", рекао je Мијамото, "ишао сам на пешићење и пронашао језеро. Било је велико изненађење за мене пронаћи га. Када сам путовао земљом без мапе, покушавајући да нађем свој пут, откривајући нечувене ствари, освестио сам како изгледа кренути на авантуру као ова." Оживео je своја сећања на заблуду у лавиринту кљизавих врата у свом породичном дому у Зелдиним лавиринтским пећинама. У фебруару 1986. године, Нинтендо је пустио игру као прву игру за нови Диск Систем Nintendо Еntеrtainment Sуstem-a.

## Утицај
Тајм часопис га је назвао "Спилбергом видео игара" и "очем модерних видео игара". Дејли Телеграф га описује као "сматраног од стране многих као можда најважнијег дизајнера игара свих времена". ГејмТрејлерс га је описао као "најутцајнијег творца игара у историји". Мијамото је велико утицао на различите аспекте видео игара уопште. Дејли Телеграф му приписује стварање "неких од најиновативнијих, пророничких и успешних дела у својој области". Многа Мијамотова дела створила су нове концепте видео игара или променила постојеће. Мијамотове игре су добиле изузетну критички похвалу и неке се сматрају најбољим играма свих времена.
Мијамотове игре су такође врло добро продајне. Неке су постале најпродајније игре на Нинтендовим конзолама и свих времена. Крајем 1999. године, његове игре су продале 250 милиона копија и пренеле милијарде долара.

## Награде и признања
Име главног карактера у ПЦ игри Даикатана, Хиро Мијамото, односи се на Мијамота. Карактер Гари Оук из анимиране серије Покемон има име Шигеру у Јапану. Он је ривал Аша Кетчума (позваног Сатоши у Јапану). Творац Покемона Сатоши Таджири је био наставник Мијамоту
1988.године, Мијамото је прва особа која је ушла у Салу славних Академије интерактивних уметности и науке. 2006. године, Мијамото је постао Шевалје (витез) Француског реда уметности и слова по предлогу француског министра културе Реноа Донедјуа де Вабре.
На 28. новембра 2006. године, Мијамото се нашао на листи "60 година азијских хероја" у ТАЈМ-у Азија, заједно с Хајао Мијадзаки, Махатма Гандијем, Мајклом Џексоном, Брусом Лијем и Далај Ламом. Касније, био је међу 100 најутицајнијих људи године према ТАЈМ-у и 2007. и 2008. На Додели награда за креаторе игара 7. марта 2007. године, Мијамото је добио награду за животно дело. Обе GameTrailers и IGN поставиле су Мијамота на прво место на њиховим листама "Десет најбољих креатора игара" и "100 најбољих креатора игара свих времена".
Направљен је  БАФТА-е на Додели награда британске академије видео игара 19. марта 2010. године. 2012. године, Мијамото је први интерактивни творац који је добио највишe признање на шпанском говорном подручју, Награду принца Астурије.

## Приватни живот
Мијамото има супругу, Јасуко, и двоје деце. 2010. године, његов син је имао 25 година и радио у агенцији за рекламу. Његова ћерка је имала 23 године и студирала зоологију тога времена. Његова деца су у својој младости играла видео игре, али их је такође наводио да излазе такоће. Иако познаје мало енглеског, није потпуно вешт и радије би говорио на јапанском језику током интервјуа.
Мијамото обично не потписује аутографе. Брине се да ако потпише аутограф за једну особу, многе друге ће такође тражити аутограф. Такође се не појављује на јапанској телевизији јер воли приватност. Више страних туриста него јапанских људи га препознаје.
Мијамото не проводи много времена играјући видео игре у свом личном времену. Воли свирати гитару, мандолину и банжо. Воли блуграс музику. Има Шетландског овчарског пса по имену Пику. Пас је био разлог зашто је Мијамото похтевао стварање игре Nintendogs. Такође је полупрофесионални размножавач паса.Цитиран је да је рекао: "Видео игре вам штете? Тако су говорили и за рок ен рол."
Мијамото воли премештати намештај у свом дому, чак и касно увече.Такође је рекао да има хоби да погађа колико је нешто дуго, а затим проверава да ли је био тачан. Мерач је са њим свуда. У децембру 2016. године, Мијамото је показао свој хоби у емисији "The Tonight Show Starring Jimmy Fallon". Током исте емисије, свирао је тему из игре Super Mario Bros. на гитари са бендом Корени.